# Latex (matériau)
Pour les articles homonymes, voir latex.

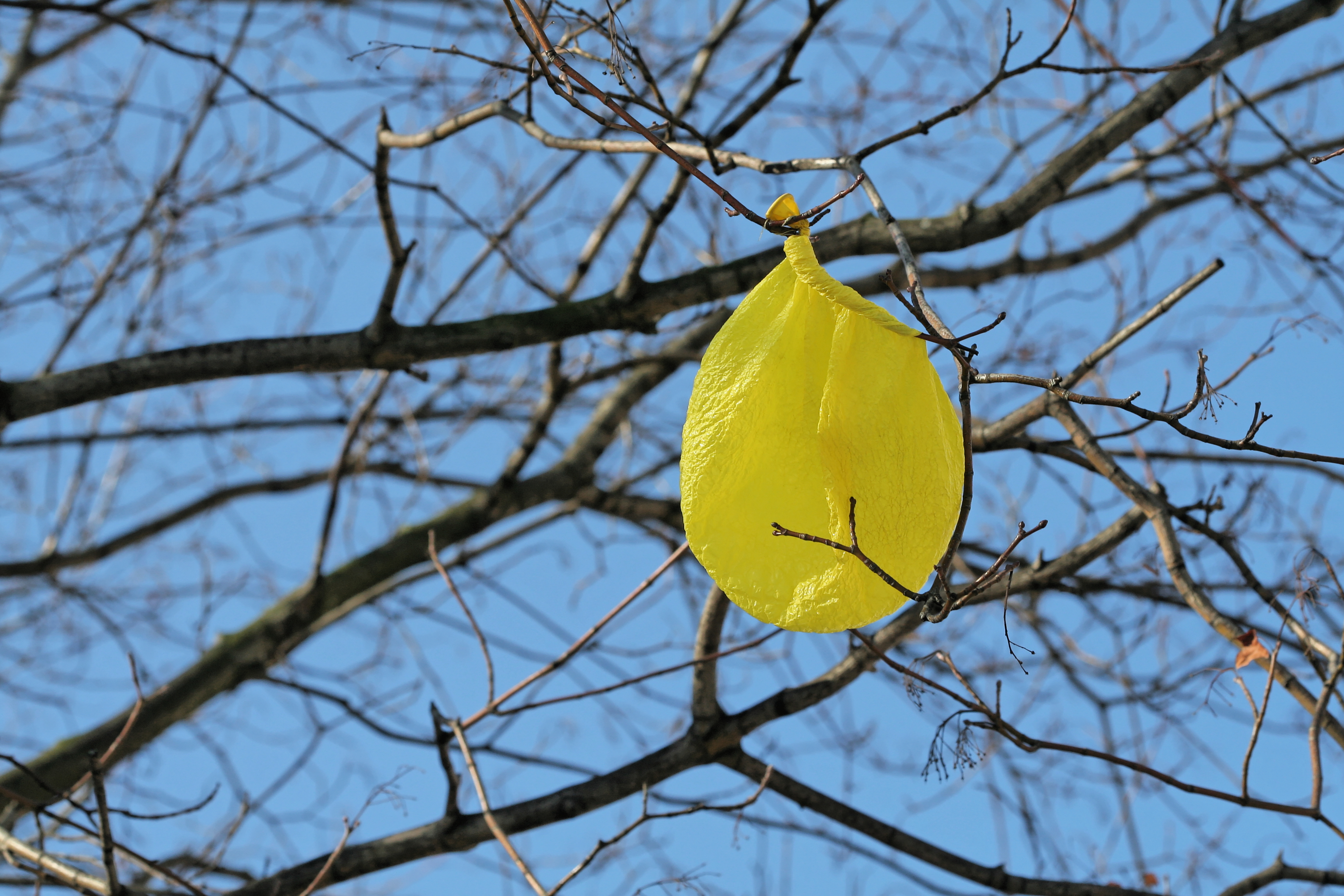
Un ballon de baudruche en latex artificiel.

Le latex est un matériau élastique élaboré par transformation d'un suc végétal (également appelé latex) produit par l’hévéa. Il peut aussi être synthétisé par polymérisation à partir de dérivés pétroliers.

## Récolte du latex d'hévéa

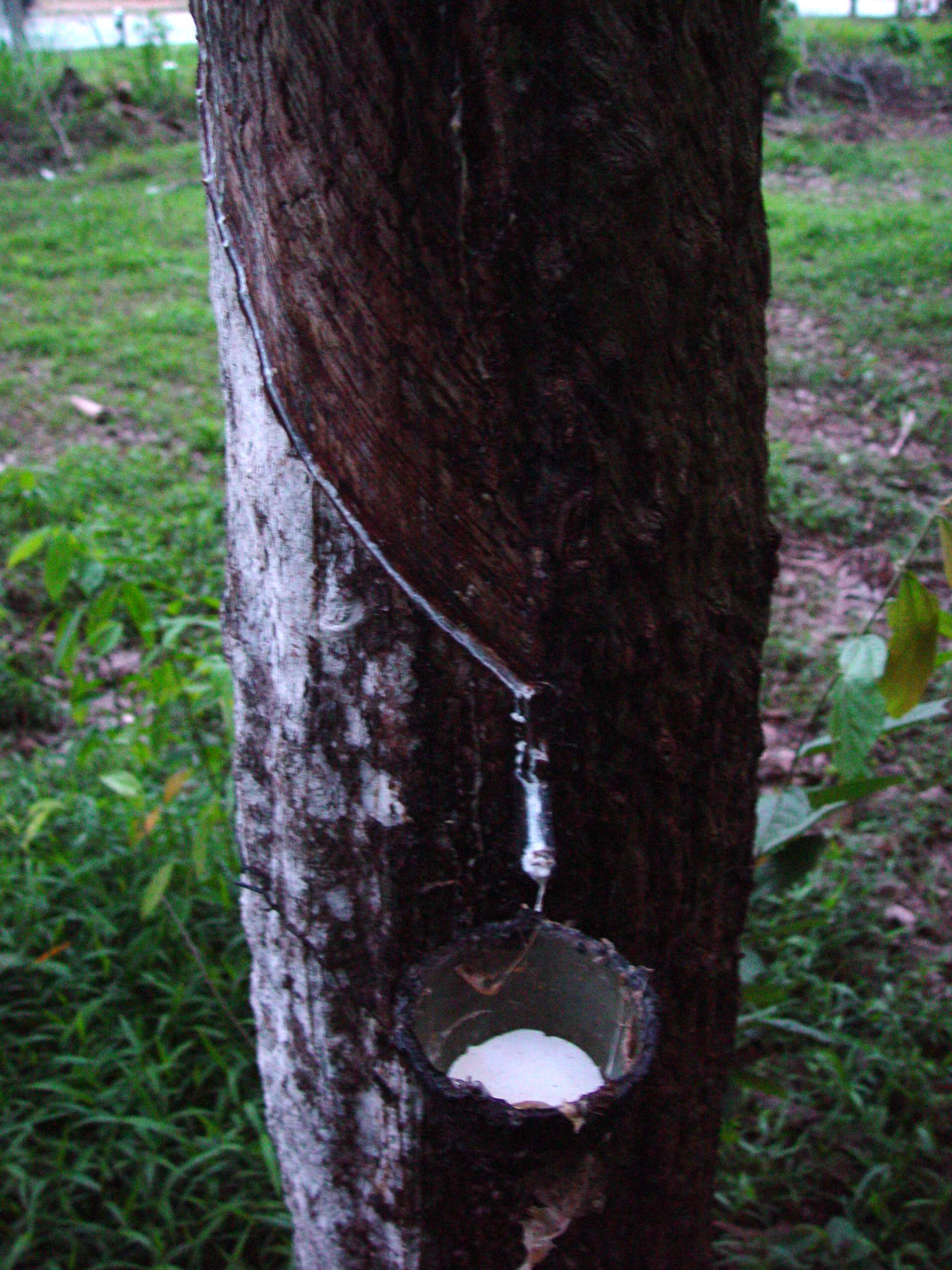
Le latex de l’hévéa et de quelques autres plantes moins communes se récolte par saignée. On pratique une incision oblique dans l’écorce de l’arbre de façon à couper des vaisseaux spécifiques, les laticifères, dont le contenu est récolté dans une tasse.

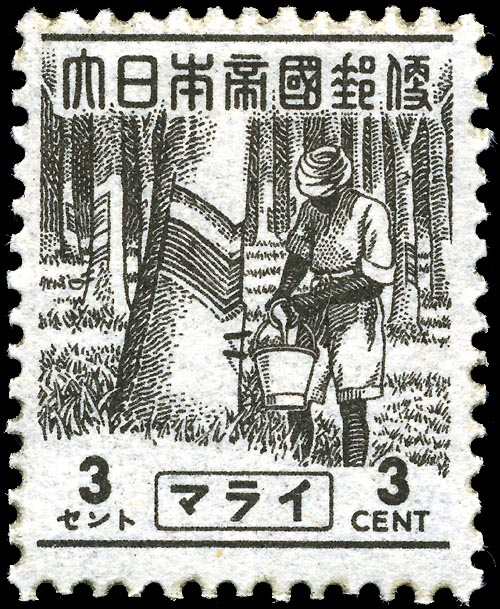
Récolte de latex en Malaisie sur un timbre japonais datant de 1943.

Le latex est différent de la sève ; celle-ci assure la distribution de l’eau, des sels minéraux ou des sucres alors que le latex est plutôt impliqué dans les mécanismes naturels de défense du végétal. Il circule dans un réseau distinct de celui des vaisseaux : les canaux laticifères.
Comme la résine, il suinte lors d’une éventuelle blessure de la plante et sèche pour constituer une barrière protectrice.
Le latex se récolte par saignées sur l’écorce du tronc de l’hévéa. Au moyen d’un couteau spécifique, les saigneurs pratiquent une légère entaille oblique sur la moitié ou le tiers de la circonférence du tronc. La saignée débute en général à environ 1,50 m de hauteur, lorsque les arbres ont atteint 50 cm de circonférence à 1 m de hauteur. À chaque saignée, l’encoche est ravivée en découpant une fine lamelle d’environ 2 mm d’épaisseur, sur toute la profondeur de l’écorce. Il ne faut pas toucher le cambium (assise génératrice du bois) car cela provoque des cicatrices. Les saignées ont lieu périodiquement. Il existe des systèmes plus ou moins intensifs allant de la saignée deux jours sur trois à la saignée hebdomadaire, la fréquence la plus courante étant tous les deux jours. Lorsque toute l’écorce du côté exploité (appelé panneau) a été consommée, on passe sur le panneau suivant. Cela a lieu après 6 ans en général. Lorsque toute l’écorce basse a été utilisée, on peut pratiquer la saignée haute, remontante. Cette dernière, bien que délicate est très productive. Elle se pratique en quarts de spirales et peut durer ainsi au moins 4 ans. Il est alors possible de recommencer la saignée basse sur l’écorce déjà saignée qui se sera entretemps régénérée. L’arbre peut ainsi produire du latex à partir l'âge de 5 ans et durant environ 30 ans. Cependant, dans de nombreuses régions, et en particulier en Thaïlande, premier pays producteur, la tendance est au raccourcissement des cycles avec une exploitation sur moins de 20 ans.
À l’issue de leur période d’exploitation, les hévéas sont abattus et d'autres sont replantés. Les progrès de la recherche permettent de procéder à ces replantations avec un matériel végétal beaucoup plus performant.
En sortant de l’entaille, le latex coule dans la tasse pendant quelques heures. Puis l’encoche se bouche par coagulation du latex et l’écoulement s’arrête. La récolte peut se faire sous forme liquide (on parle de récolte en latex) si on procède juste après la saignée, ou sous forme solide si on laisse le latex coaguler dans la tasse (récolte en coagulum). En cas de récolte sous forme liquide, on peut ajouter un peu d’ammoniac pour empêcher la coagulation précoce. À l’inverse, le processus de transformation post-récolte démarre par l’ajout d’un peu d’acide (formique en général) pour faire coaguler le latex.
Dès le XIXe siècle on a cherché à maîtriser la coagulation. En 1929, on a notamment constaté que la polymérisation naturelle pouvait être amorcée par des bactéries.
On trouve aussi un latex dans les bananiers et dans de nombreuses autres plantes, mais seul celui de l’hévéa présente les qualités industrielles requises.

### Zones de production
|    | Pays          | Production (en t) |
| -- | ------------- | ----------------- |
| 1  | Thaïlande     | 4 744 250         |
| 2  | Indonésie     | 3 630 268         |
| 3  | Viêt Nam      | 1 137 725         |
| 4  | Inde          | 978 317           |
| 5  | Chine         | 824 000           |
| 6  | Malaisie      | 781 996           |
| 7  | Côte d'Ivoire | 461 000           |
| 8  | Philippines   | 423 371           |
| 9  | Guatemala     | 349 546           |
| 10 | Birmanie      | 212 949           |
| 11 | Brésil        | 199 870           |
| 12 | Nigeria       | 145 150           |

L’hévéa est cultivé dans la zone intertropicale humide. On considère qu’il faut au moins 1 200 mm de précipitations par an pour être en zone favorable. L’hévéa est peu exigeant concernant la fertilité du sol, à l’inverse les sols inondés ou physiquement trop contraignants ne lui conviennent pas.
La principale zone de production est l’Asie du Sud-Est, qui assure plus de 80 % de la production mondiale. La Thaïlande est le premier pays producteur (2,9 millions de tonnes en 2006), devant l’Indonésie, l'Inde et la Malaisie. En dehors de l’Asie, les principaux producteurs sont la Côte d’Ivoire pour l’Afrique et le Brésil pour l’Amérique du Sud. Environ 80 % de la production mondiale est le fait de petits planteurs indépendants. Les grandes plantations industrielles, pouvant couvrir chacune plusieurs milliers d’hectares, assurent le reste de la production. De ce fait, l’hévéaculture joue un rôle socioéconomique majeur dans les pays producteurs. Ainsi, en Thaïlande où les exploitations sont très petites (moins de 2 ha en moyenne), on estime que 10 % de la population vit du caoutchouc naturel.
Les plantations sont peu nombreuses dans la zone d’origine (Amazonie) car il y sévit un champignon ascomycète, Microcyclus ulei, agent de la maladie sud-américaine des feuilles de l'hévéa, qui affecte principalement les jeunes feuilles de moins de dix jours et les détruit. Lorsque les vieilles feuilles tombent, l’arbre est dépourvu de jeunes feuilles ; privé de synthèse chlorophyllienne, il meurt. Ce champignon, qui doit s’adapter à la particularité de chaque arbre, sévit essentiellement dans les plantations et peu dans la nature, dans laquelle les arbres sont trop disséminés.

### Caractéristiques du produit brut
Le latex est un produit irremplaçable pour de nombreux usages, en raison de ses particularités, car il est :
- collant (tant qu’il n’est pas vulcanisé) ;
- rebondissant ;
- flexible ;
- très résistant ;
- étirable presque à volonté.

## Du latex au caoutchouc

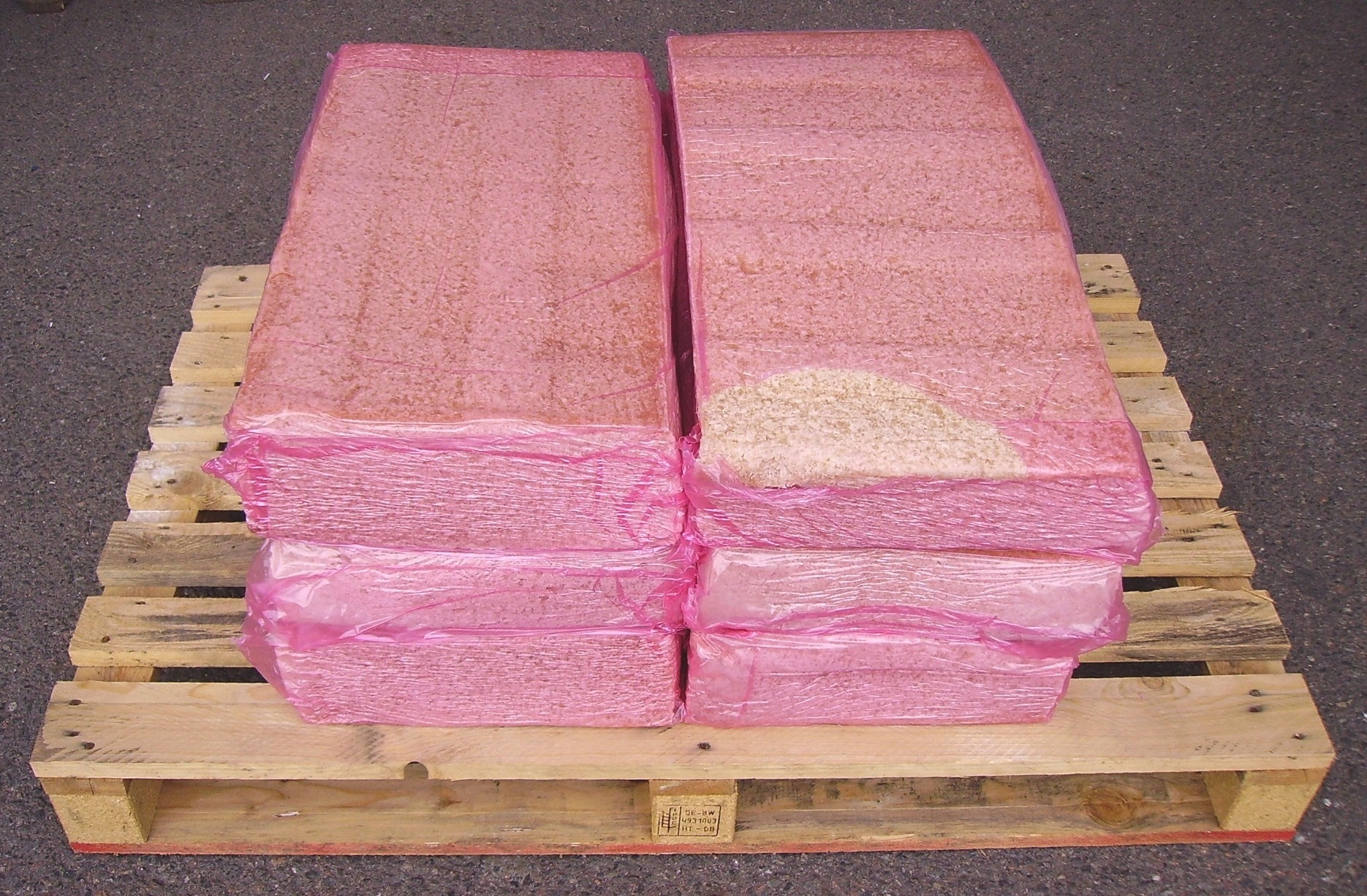
Balles de « caoutchouc nitrile ».

Les coagulums sont lavés, déchiquetés et rééduqués en granulés chauffés à environ 120 °C. Au refroidissement, les granulés se collent entre eux et sont compactés pour donner des balles que l’on vend et exporte. Celles-ci seront passées dans une sorte de laminoir appelé « cylindres » ou « mélangeur ouvert » pour donner des crêpes (voir Calandrage). Le caoutchouc sans soufre (non vulcanisé) est cassant au froid (hiver) et poisseux au chaud (été). Ce sont les atomes de soufre qui, après vulcanisation, lient les longues chaînes du latex et assurent ainsi l’effet élastique du caoutchouc dans une plage de température plus large.
Il existe deux méthodes, la méthode traditionnelle Dunlop depuis 1929, principalement utilisée pour la fabrication du latex naturel, et la méthode Talalay, principalement utilisée pour la fabrication du latex synthétique (on peut aussi trouver un latex naturel Talalay).

### Filtration
Le lait d'hévéa est recueilli à la main, puis versé dans de grandes cuves où il est filtré pour le purifier des particules. Il est ensuite centrifugé, émulsionné avec de l'eau et de l'air, puis lentement chauffé et vulcanisé à 120 °C dans les moules, un processus où le caoutchouc passe de l'état liquide à l'état solide.

### Vulcanisation
Il existe deux méthodes de vulcanisation utilisées pour produire du latex solide. La méthode Dunlop, la plus ancienne technique datant de 1929, et la plus éprouvée, donne un plus grand soutien et un latex naturel plus ferme et dynamique.
La technique la plus récente, appelée procédé Talalay, est similaire sauf qu'elle comporte une étape gel flash qui suspend de petites bulles d'air dans le moule immédiatement avant que ne se solidifie le latex, d'où un latex plus tendre, avec moins de soutien.
Dans le processus Talalay, seule une petite quantité de composé de latex est versé dans le moule, le latex puis la mousse est élargi par le vide pour remplir le moule et congelé pour capturer la structure de la bulle à −30 °C, par un traitement avec du dioxyde de carbone (CO2) gazeux et vulcanisé à 110 °C. Ensuite, la mousse latex passe par le même processus de lavage et de séchage.

### Rinçage et séchage
Le rinçage puis le séchage des noyaux de latex naturel est une étape importante afin d'éliminer au maximum les protéines présentes naturellement dans le lait d'hévéa.

## Usages du produit fini

### Dans les transports
90 % de la production de latex naturel sert à la production de pneus, chargés en noir de carbone. Les pneus à base de latex naturel sont plus résistants à la déchirure que ceux en caoutchouc synthétique. Ces pneus sont par exemple utilisés dans les domaines de l’aéronautique et de l'automobile.

### Domaines médical et vestimentaire
L'élasticité du latex naturel en fait un matériau très apprécié dans le domaine médical et dans la vie courante (gants, tétines pour bébé, lunettes de ski, costumes moulants, préservatifs, etc.), voir Abraham Nathaniel Spanel. Certaines personnes présentent une allergie au latex. Dans certains cas, cela peut aller jusqu’au choc anaphylactique (réaction allergique sévère).
Les combinaisons servent pour se protéger du froid, notamment pour les plongeurs.

### Au cinéma
Le latex est également utilisé comme peau dans les effets spéciaux en animatronique.

### En staff
Le latex est utilisé en staff pour réaliser des moules de petite dimension.

### En literie
Le latex est utilisé en literie pour réaliser des matelas et des oreillers. La transformation de la matière est essentiellement réalisée en Asie[réf. nécessaire]. Des instituts contrôlent l’origine de la matière, son caractère 100 % latex naturel ou encore son caractère biologique. Parmi ceux-là, Control Union a créé une norme internationale sur le latex bio, la norme GOLS (Global Organic Latex Standard).
Il convient d'ailleurs de faire attention à la terminologie utilisée dans les descriptions des matelas en latex :
- le « latex 100 % » : il s'agit de latex synthétique (une faible part peut être du latex naturel) ;
- le « latex 100 % naturel » : en France, cette appellation nécessite un minimum de 85 % de latex naturel (lait d'hévéa) dans le produit, au moins 3 % de produits vulcanisants pour la bonne tenue du matériau dans le temps, donc jusqu'à 12 % de charges diverses ; ces dernières ne sont pas nécessaires pour la bonne tenue du matériau, elles permettent de limiter la quantité de latex utilisée.